# Robert de Brus (Adliger, † 1094)
Robert de Brus (auch Bruce) († 1094) soll ein normannischer Militär und der Stammvater der schottischen Königsfamilie Bruce gewesen sein.

## Leben
Die Existenz von Robert de Brus ist unbelegt. Im 19. Jahrhundert wurde er von Historikern wie Aneneas Mackay als einer der  Gefolgsmannen von Wilhelm dem Eroberer bezeichnet, der 1066 an der Schlacht von Hastings teilnahm. Dabei stützte sich Mackkay auf spätmittelalterliche Angaben, die jedoch völlig ungeklärt sind. Robert de Brus soll 1094 gestorben sein. Der erste nachweisbare Angehörige der Familie Bruce ist aber der namensgleiche Robert I de Brus († 1142). Angeblich soll er ein Sohn des normannischen Eroberers Robert de Brus gewesen sein, alternativ ein Sohn von dessen Sohn Adam. Dies ist aber unbelegt. Der jüngere Robert de Brus stammte aus der Normandie und besaß umfangreichen Landbesitz in Nordengland, den er aber von König Heinrich I. erst kurz nach 1106 als Lehen erhalten hatte. Zwischen 1114 und 1119 wurde der Besitz im Auftrag der Krone erfasst.